# 泰什 (维斯普雷姆州)
泰什，是匈牙利维斯普雷姆州所辖的一个村，总面积49.03平方公里，总人口831，人口密度16.9人/平方公里（2010年1月1日）。